# 韋爾霍維納區
韋爾霍維納區（烏克蘭語：Верховинський район）是乌克兰伊万诺-弗兰科夫斯克州南端的一个区，與切爾尼夫齊州、外喀爾巴阡州以及羅馬尼亞接壤，行政中心设于韋爾霍維納，面积为1,254平方公里，人口数量为30,399人（2021年估计）。

## 地理
該地位於東喀爾巴阡山脈當中，烏克蘭第三高峰皮普伊萬山高2020公尺，在該區境內。

## 历史
至2020年為止，韦尔霍维纳区的面积为1,254平方公里，人口30,479。
2020年7月18日實施乌克兰行政区重劃，伊萬諾-弗蘭科夫斯克州14個區與6個市整併為6個區，韦尔霍维纳区的范围基本不变。

## 行政区划
韦尔霍维纳区下分为3个市镇。
- 韋爾霍維納市鎮（烏克蘭語：Верховинська селищна громада）
- 比洛貝里茲卡市鎮（烏克蘭語：Білоберізька сільська громада）
- 澤萊內市鎮（烏克蘭語：Зеленська сільська громада）

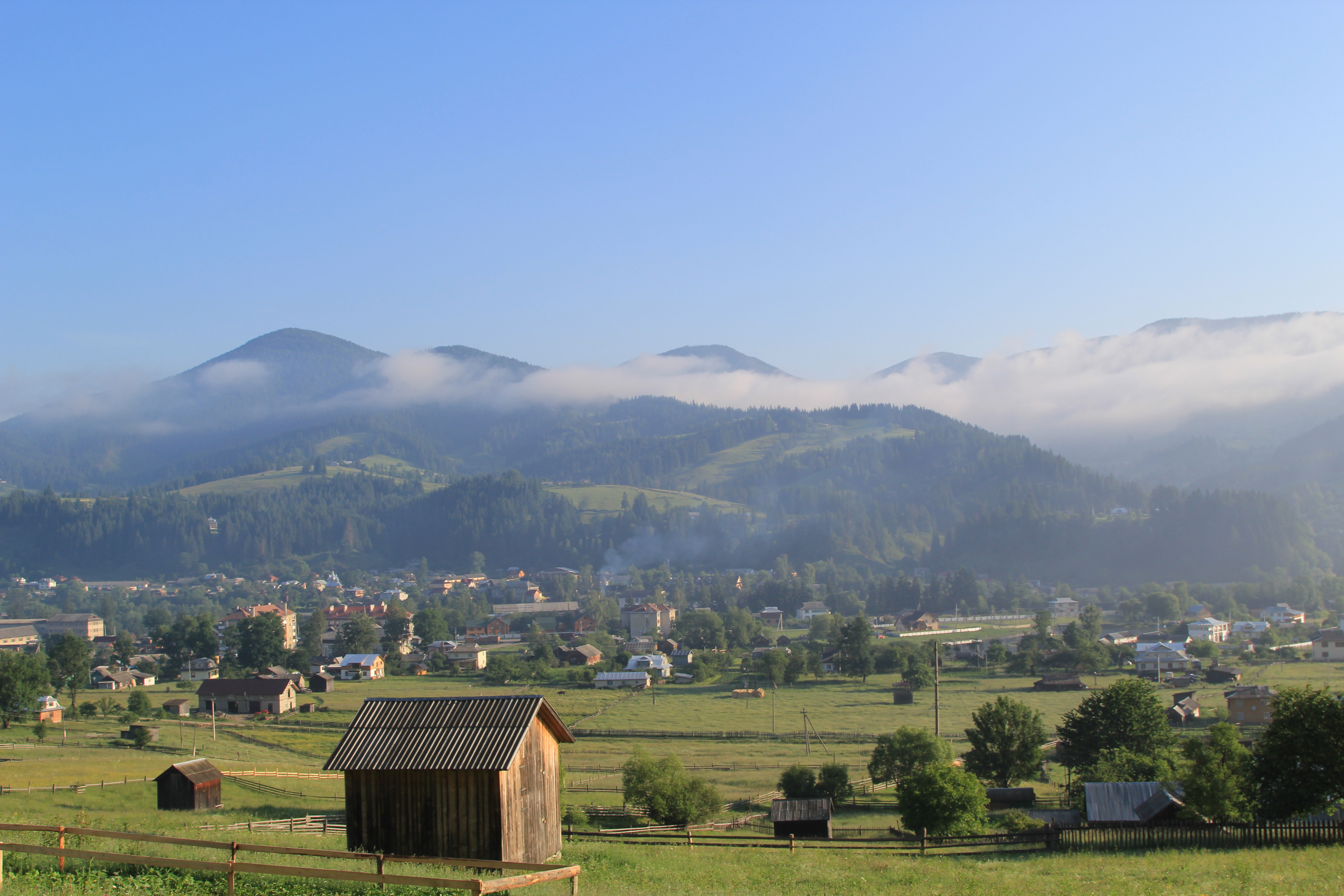
六月上午的韋爾霍維納
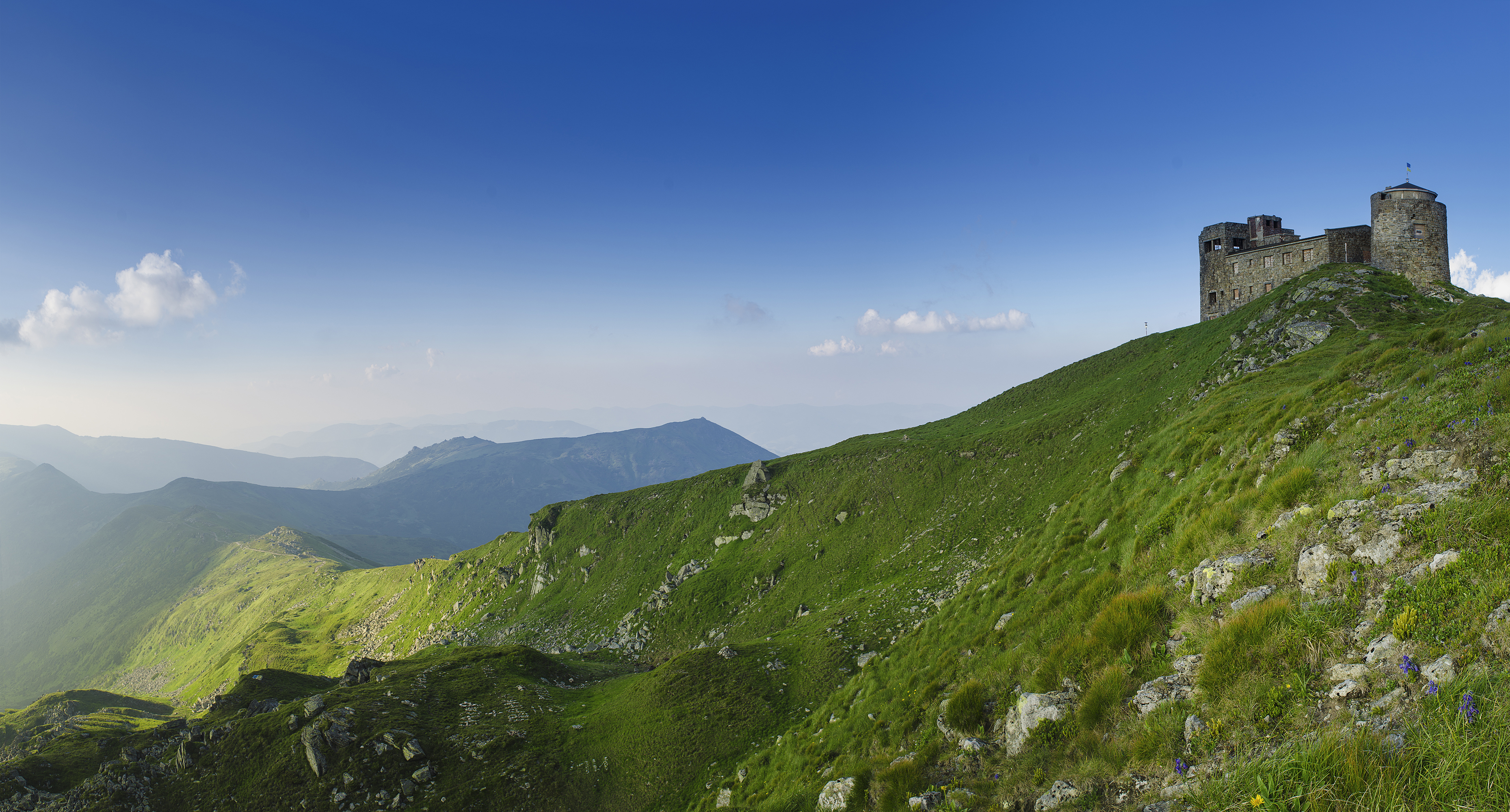
皮普伊萬山